# Autopista Santa Ana
La Autovía Santa Ana o el Santa Ana Freeway es una de las principales autovías en el Sur de California, que conecta Los Ángeles, California y los suburbios del sureste. La autovía empieza como una de 4 niveles en Bill Keene Memorial Interchange en el centro de Los Ángeles, señalizada como la U.S. Route 101. De ahí, continua una milla (1.6 km) al este del East Los Angeles Interchange donde toma la designación de la Interestatal 5. Su recorrido por lo general es hacia el noroeste y sureste hacia la unión con la  Autovía San Diego, Interestatal 405 (I-405) (informalmente llamada como El Toro Y), en Irvine.
Al norte del East Los Angeles Interchange, el nombre de la interestatal 5 cambia de nombre a Autovía del Estado Dorado.  Al sur se une con la I-405, y su nombre cambia a la Autovía San Diego. (La Interestatal 405 termina en su unión.)